# Касинијев овал
Касинијев овал је крива четвртога реда, која се може дефинисати као геометријско место тачака које задовољавају услов да је константан производ њихове раздаљине од две фиксне тачке. Крива је именована према астроному Ђованију Доменику Касинију, који ју је проучавао 1680. Касини је је погрешно сматрао да та крива тачније представља кретање Земље.

## Формална дефиниција
Нека су {\displaystyle q_{1}} и {\displaystyle q_{2}} две фиксне тачке у равни и нека је а
нека константа. Касинијев овал са фокусима {\displaystyle q_{1}} и {\displaystyle q_{2}} се дефинише као производ удаљености неке тачке p од {\displaystyle q_{1}} и од {\displaystyle q_{2}} и претпоставља се да је a2 тј:
{\displaystyle \operatorname {dist} (q_{1},p)\times \operatorname {dist} (q_{2},p)=a^{2}.\,}

## Касинијев овал у правоугаоним координатама
Нека су фокуси у {\displaystyle F_{1}(-c;0)} и {\displaystyle F_{2}(c;0)}. Узмимо произвољну тачку {\displaystyle M(x;y)} и нађимо растојања од ње и претпоставимо да је то константа {\displaystyle a^{2}}:
{\displaystyle \textstyle {\sqrt {(x+c)^{2}+y^{2}}}\cdot {\sqrt {(x-c)^{2}+y^{2}}}=a^{2}}
Квадрирамо ли обе стране добијамо:
{\displaystyle \textstyle {\Big (}(x+c)^{2}+y^{2}{\Big )}\cdot {\Big (}(x-c)^{2}+y^{2}{\Big )}=a^{4}}
Средимо ли леву страну добијамо:
{\displaystyle \textstyle (x^{2}-c^{2})^{2}+y^{4}+2y^{2}(x^{2}+c^{2})=a^{4}}
Исквадрирамо ли и поново сложимо чланове добијамо:
{\displaystyle \textstyle (x^{2}+y^{2})^{2}-2c^{2}(x^{2}-y^{2})=a^{4}-c^{4}}
што представља Касијев овал у правоугаоним координатама.

## У поларним координатама
Пођемо ли од облика у правоугаоним координатама:
{\displaystyle \textstyle (x^{2}+y^{2})^{2}-2c^{2}(x^{2}-y^{2})=a^{4}-c^{4}}
и уврстивши {\displaystyle x=\rho \cos \varphi ,\,y=\rho \sin \varphi ,} добијамо:
{\displaystyle {\Big (}\rho ^{2}\cos ^{2}\varphi +\rho ^{2}\sin ^{2}\varphi {\Big )}^{2}-2c^{2}{\Big (}\rho ^{2}\cos ^{2}\varphi -\rho ^{2}\sin ^{2}\varphi {\Big )}=a^{4}-c^{4}}
Након квадрирања и уз помоћ тригонометријских једначина добија се:
{\displaystyle \textstyle \rho ^{4}-2c^{2}\rho ^{2}(cos^{2}\varphi -\sin ^{2}\varphi )=a^{4}-c^{4}}
а онда уз помоћ ({\displaystyle \cos ^{2}\alpha -\sin ^{2}\alpha =cos2\alpha }) добијамо:
{\displaystyle \textstyle \rho ^{4}-2c^{2}\rho ^{2}\cos 2\varphi =a^{4}-c^{4}}

## Својства
Једначина Касинијевога овала има два независна параметра;
- {\displaystyle c}, који представља половину растојања између два фокуса и
- {\displaystyle a}, чији квадрат представља производ растојања од било које тачке до фокуса.

Међусобни однос параметара одређује облик Касинијевога овала, тако да постоји више различитих облика у зависности од квоцијента два параметра:
- {\displaystyle \textstyle {\frac {c}{a}}=\infty } и тада се крива претвара у две тачке.
- {\displaystyle \textstyle 1<{\frac {c}{a}}<\infty } и тада се крива распада на два овала, који личе на два јаја
- {\displaystyle \textstyle {\frac {c}{a}}=1}, тј. {\displaystyle \textstyle a=c}, а овал се тада претвара у Бернулијеву лемнискату
- {\displaystyle \textstyle {\frac {1}{\sqrt {2}}}<{\frac {c}{a}}<1}, тј. {\displaystyle \textstyle c<a<c{\sqrt {2}}}, па настају 4 прегибне тачке
- {\displaystyle \textstyle 0<{\frac {c}{a}}\leqslant {\frac {1}{\sqrt {2}}}}, тј. {\displaystyle \textstyle a\geqslant c{\sqrt {2}}} па крива постаје овал
- {\displaystyle \textstyle {\frac {c}{a}}=0}, тј. {\displaystyle \textstyle c=0} и {\displaystyle \textstyle a\neq 0} па крива постаје круг.

Радијус закривљености у поларним координатама је:
{\displaystyle R={\frac {a^{2}\rho }{\rho ^{2}+c^{2}\cos {2\varphi }}}={\frac {2a^{2}\rho ^{3}}{c^{4}-a^{4}+3\rho ^{4}}}}